# Планшон, Жюль Эмиль
Жюль Эмиль Планшон (фр. Jules Émile Planchon, 21 марта 1823[…], Ганж — 1 апреля 1888[…], Монпелье, Франция) — французский ботаник.

## Биография
После получения докторской учёной степени в университете Монпелье (Université de Montpellier) в 1844 году Жюль Эмиль Планшон работал в Королевских ботанических садах Кью. В 1853 году вернулся в университет Монпелье, где впоследствии стал титулярным профессором научного факультета, затем медицинского факультета (1881 г.), заведовал ботаническим садом, был директором Высшей фармацевтической школы с 1859 года. Планшон описал множество видов растений, в частности, Актинидию кита́йскую (лат. Actinidia chinensis), широко известную как киви. Однако прежде всего, Жюль-Эмиль Планшон известен как автор метода, который спас французские виноградники от филлоксеры виноградной (см. Великая французская порча вина), который состоит в прививке европейских сортов винограда на подвой американских сортов, устойчивых к филлоксере.
Жюль Эмиль Планшон умер в Монпелье 1 апреля 1888 года.

## Научная деятельность
Жюль Эмиль Планшон специализировался на папоротниковидных и на семенных растениях.

## Научные работы
- Flore des Serres et des Jardins de l’Europe.
- Prodromus systematis naturalis regni vegetabilis.
- Monographiae Phanaerogamarum.
- Mémoire sur la familie des Guttiferes (1862).
- Preludia florae columbianae (1853).
- Plantae columbianae (1874—1875).